# 美國戰略石油儲備

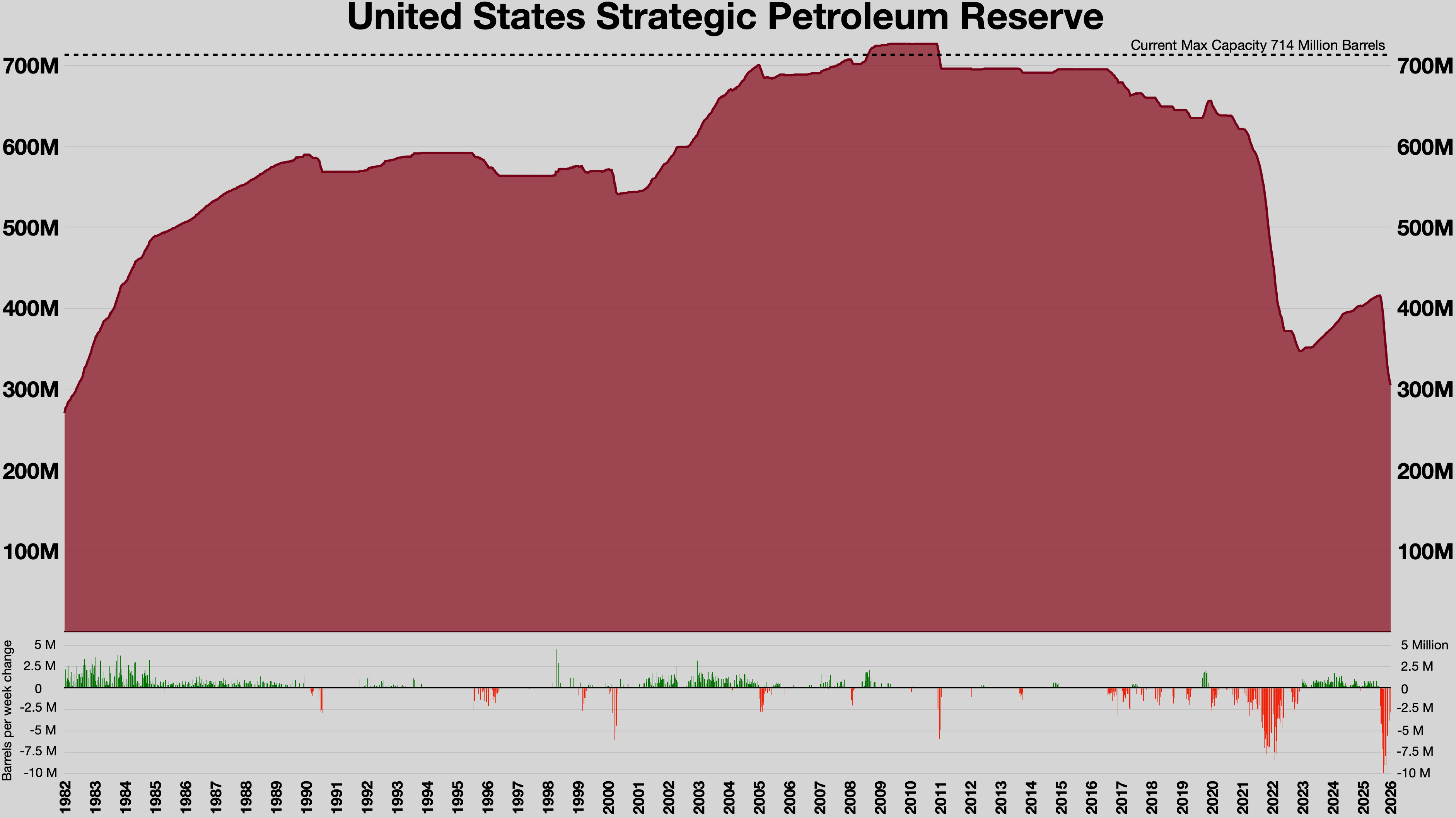
美國戰略石油儲備歷年變遷

美國戰略石油儲備（Strategic Petroleum Reserve ，SPR）是由美國能源部負責的紧急石油储备。它是世界上已知的最大的石油儲備計劃，已知美國位于路易斯安那州和德克萨斯州的地下储罐容量為7.14亿桶（11350万立方米）。在第一次石油危机出現石油供应中断的情況后，美國于1975年开始石油储备，以减轻未来可能出現的石油供应中断的影响，并履行美国在国际能源计划下的义务。美国战略石油储备庞大的规模使其成为对产油国减产的重大威慑和外交政策的关键工具。
自2015年以来，美国国会已授权出售储备石油以弥补财政赤字、对石油储备设施进行现代化升级等。自2017年以来，美国能源部至少进行了七次非紧急状态下的战略石油储备销售，以销售量为1.32亿桶，约占储备量的18.2%。
2021年11月，美國政府宣布释放5000万桶石油储备。2022年3月初，美国承诺释放3000万桶石油储备。2022年3月31日，美国政府宣佈從5月開始，在6個月內每天释出战略储油100万桶。2022年10月19日，美国总统拜登表示美国将从战略石油储备中释放1500万桶原油入市。
至2023年7月，储备中的石油量為3.468億桶。自2010年以來，已減少67%儲備。
根据已有的法令，到2028年，储备中的石油量可能会下降到2.38亿桶。

## 设施
SPR管理办公室位于路易斯安那州新奥尔良郊区的埃尔姆伍德。该储备储存在墨西哥湾的四个地点，每个地点都靠近一个主要的石化精炼和加工中心。每个站点都包含许多在地表以下的盐丘中创建的人工洞穴，决定在洞穴中储存是为了降低成本。能源部称，将石油储存在地表以下能大大降低成本，而且还具有无泄漏和由于洞穴中的温度梯度而使石油不断自然搅动的额外优势。洞穴是通过向下钻孔然后用水溶解盐而形成的。现存的储备基地包括四处：得克萨斯州弗里波特、得克萨斯州温尼市、路易斯安那州查尔斯湖、路易斯安那州巴吞鲁日。

## 历史

### 创立
1975年12月22日通过的能源政策和保护法案 (EPCA) 将美国的石油储备定为建立高达10亿桶（1.59 亿立方米）的石油储备。 1977年收购了一些现有的储存地点。第一个地面设施的建设于1977年6月开始。1977年7月21日，交付了第一批石油——约 412,000 桶（65,500 m 3 ）沙特阿拉伯轻质原油到SPR。购买石油在1995财政年度暂停，以将预算资源用于翻新SPR设备和延长综合设施的使用寿命。

### 补充和暂停
2001年11月13日，在9月11日恐怖袭击发生后不久，乔治·W·布什总统宣布将填补战略石油储备，他说：“战略石油储备是我们国家能源安全的重要组成部分。为了最大限度地长期保护为了防止石油供应中断，我指示能源部长将 SPR 的容量增加到 7 亿桶（110,000,000 m 3 ）。”  先前的最高水平是在 1994 年达到的 5.92 亿桶（94,100,000 立方米 3 ）。在小布什总统下达指令时，SPR 储量约为 5.45 亿桶（86,600,000 立方米 3 ）。自 2001 年发布指令以来，由于储存储量的盐洞自然扩大，SPR 的容量增加了 2700 万桶（430 万立方米 3 ）。 2005 年的能源政策法案已指示能源部长将 SPR 填满 10 亿桶（160,000,000 m 3 ）授权容量，此过程将需要对储备设施进行扩建。
2005 年 8 月 17 日，SPR 达到了 7 亿桶 (110,000,000 m 3 ) 的目标。储备中大约 60% 的原油是不太理想的酸性（高硫含量）品种。交付给储备的石油是“实物特许权使用费”石油——运营商欠美国政府的特许权使用费，这些运营商在墨西哥湾联邦拥有的外大陆架上获得租约。这些特许权使用费以前是以现金形式收取的，但在 1998 年，政府开始测试“直接以原油实物”收取特许权使用费的有效性。这种机制是在 SPR 开始重新填充时采用的，一旦填充完成，出售未来特许权使用费的收入将上缴联邦国库。

### 国际义务
作为国际能源署的成员，美国必须储存相当于至少90天美国进口量的石油。截至2016年9月，SPR包含相当于141天的进口量。美国还有义务在国际能源署协调的任何释放战略储备中提供43.9%的石油。

## 限制
战略石油储备主要是原油储备，而不是汽油、柴油和煤油等精炼石油燃料的储备。尽管美国在能源部的支持下保留了一些精炼石油燃料的额外供应，例如东北家用取暖油储备和东北汽油供应储备。SPR旨在保护美国免受石油供应中断的影响。如果炼油厂运营出现重大中断，美国将不得不呼吁储存精炼产品的国际能源署成员，并使用美国大陆以外的炼油能力来提供救济。

## 动用和轮换
美国战略石油储备的动用和轮换可以概括为四种类型，即紧急动用（Emergency Drawdowns）、销售（Sales）、协议轮换（Exchange Agreements）、非紧急销售（Non—Emergency Sales）。
销售（Sales）：《能源政策和保护法》（EPCA）第161条授权总统在特定条件下指示能源部长公开出售战略石油储备中的石油。美国能源部在竞争性拍卖中向出价最高的人出售SPR石油。
协议轮换（Exchange Agreements）：通过交换的机制释放和获取SPR石油。在交易所中，一个实体（通常是炼油厂）由于紧急情况而短期借入SPR原油，然后全额更换，同时额外增加数量的石油。交换通常在恶劣天气事件（如飓风）期间或应对临时中断时进行，例如管道堵塞和船舶通道关闭，当设施正常的预定交付中断时。